# Final Fantasy XIV: Endwalker
Final Fantasy XIV: Endwalker è la quarta espansione del MMORPG Final Fantasy XIV, sviluppato e pubblicato da Square Enix per Microsoft Windows, MacOS, PlayStation 4 e PlayStation 5. 
L'espansione è stata pubblicata il 7 dicembre 2021, con un ritardo di due settimane rispetto alla data di uscita prevista per il 23 novembre 2021 e dopo più di due anni dall'uscita dell'espansione Shadowbringers, a causa di rallentamenti nello sviluppo dettati dalla Pandemia di COVID-19.
Endwalker rappresenta la fine della saga di Hydaelyn e Zodiark, che volge a conclusione dopo la sua introduzione in Final Fantasy XIV: A Realm Reborn; le patch di aggiornamento successive daranno inizio a un nuovo arco narrativo che introdurrà la successiva espansione. Come le precedenti espansioni, anche Endwalker è diretta da Naoki Yoshida, con le musiche composte da Masayoshi Soken.

## Trama
La storia riprende dalla fine della precedente espansione, Shadowbringers, e vede ancora protagonisti il Warrior of Light, il personaggio giocante e protagonista, e gli Scions of the Seventh Dawn, un gruppo di guerrieri e studiosi da sempre impegnati nella lotta ai primal, entità magiche considerate divinità dalle varie tribù del mondo di Eorzea.
Il Warrior of Light e gli Scions of the Seventh Dawn viaggiano verso Old Sharlayan, intenzionati a ricavare informazioni sull'imminente fenomeno catastrofico definito come Final Days, voluto dal nichilistico Ascian Fandaniel e dal principe patricida di Garlemald Zenos yae Galvus. A Sharlayan, però, gli Scions vengono ostacolati dal Forum, l'organo governativo della città-stato, mentre il Warrior of Light riceve da Hydaelyn, creatrice del mondo, un raro e misterioso fiore che cambia colore quando influenzato dalle emozioni.
Mentre il gruppo di Alphinaud continua le proprie ricerche in città, il Warrior of Light viene invitato dal satrapo di Radz-at-Han, che si scopre essere il drago antico Vrtra, a Thavnair, dove gli alchimisti sono impegnati nella ricerca di un modo per difendersi dall'influenza dei primal. Trovato il modo, il Warrior of Light riesce a infiltrarsi nella Torre di Zot a Thavnair e a scoprirne la natura: la torre raccoglie etere utilizzando un nucleo che contiene un arto umano. 
In seguito, gli Scions vengono contattati dall'Alleanza di Eorzea, che ha intenzione di guidare una campagna a Garlemald per fermare Fandaniel e Zenos. A Garlemald si infiltrano nella Torre di Babil, dove scoprono che le torri sparse per il continente sono recipienti per raccogliere etere per mantenere in vita Anima, un primal evocato utilizzando il cadavere del defunto imperatore Varis zos Galvus, allo scopo di indebolire le catene che tengono Zodiark intrappolato sulla Luna. Dopo la distruzione di Anima, Fandaniel e Zenos partono verso la Luna per liberare Zodiark, che viene posseduto e governato da Fandaniel stesso, il quale combatte contro il Warrior of Light e viene sconfitto, causando la distruzione definitiva del primal e del velo di etere che difendeva il pianeta, portando così all'inizio vero e proprio dei Final Days. 
A questo punto, il Warrior of Light viaggia nel passato, a Elpis, per scoprire le cause dei Final Days originali avvenuti diverse migliaia di anni prima nella speranza di fermarli. Scoperto che la causa dei Final Days è un famiglio di nome Meteion, capace di percepire e manipolare le emozioni, il Warrior of Light torna a Sharlayan, dove viene organizzata una spedizione dentro l'Aitiascope, nel nucleo del pianeta, nella speranza di poter ricevere consiglio da Hydaelyn in persona. Hydaelyn accoglie gli Scions e li mette alla prova combattendoli per assicurarsi che siano in grado di fermare Meteion, scomparendo definitivamente una volta sconfitta. Gli Scions decidono quindi di dirigersi ai confini dell'Universo, a Ultima Thule, dove risiede Meteion, per confrontarla e porre definitivamente fine ai Final Days.

## Modalità di gioco
Il gameplay di base riprende quello del gioco originale, con un sistema di missioni e progressione praticamente invariato. Il livello massimo passa da 80 a 90 e vengono introdotte due nuovi classi: 
- il Sage, un curatore magico a distanza specializzato nella mitigazione dei danni subiti;
- il Reaper, una classe che infligge danni da mischia, che impugna una falce.[2]

Viene anche introdotta una nuova razza, il Viera maschio.
A causa di problemi con alcuni numeri eccessivamente alti, come per esempio i punti vita dei boss, che nel lungo termine potrebbero portare a errori di integer overflow, tutte le statistiche del gioco, da quelle dei mostri a quelle dei giocatori, sono state abbassate proporzionalmente.
Il sistema di azioni, abilità e incantesimi utilizzabili in PvP è stato completamente revisionato. Viene introdotto un nuovo sistema di PvP su piccola scala, chiamato Crystalline Conflict, che vede due squadre da 5 giocatori ciascuna affrontarsi per la conquista della base avversaria. Questa modalità sostituisce The Feast, la versione precedente di PvP competitivo su piccola scala che pertanto non è più disponibile. 
Endwalker introduce anche una nuova serie di raid da 8 giocatori, Pandæmonium, e un nuovo raid da 24 giocatori con la patch 6.1, Aglaia, che permette di esplorare il mito dei Twelve, le divinità protettrici di Eorzea.
Nel corso di successivi aggiornamenti sarà introdotto anche Island Sanctuary, un'istanza in cui il giocatore potrà gestire un giardino e interagire con minion, che mira a essere un contenuto secondario per rilassarsi in gioco lontano da ambienti competitivi.
Endwalker ha anche introdotto un nuovo distretto residenziale, Empyreum, all'interno di Ishgard. Il nuovo distretto porta con sé alcune novità riguardanti l'acquisto di case private: viene infatti introdotto un nuovo sistema a lotteria, che permette di partecipare a un'estrazione il cui vincitore ha diritto all'acquisto del terreno di costruzione.
È prevista, in patch successive, l'implementazione del sistema di Data Center travel, che permetterà ai giocatori di visitare altri datacenter nella stessa regione geografica.

## Sviluppo
Ogni espansione del gioco base è progettata per competere con molti RPG offline dal punto di vista della quantità e qualità dei contenuti. Lo sviluppo di Endwalker ha avuto inizio poco dopo l'uscita della precedente espansione e la storia era già quasi completamente scritta nell'ottobre del 2019.
Durante lo sviluppo, i produttori si sono anche focalizzati sulla versione PlayStation 5 del gioco, che sfrutta l'hardware più potente della console per ridurre i tempi di caricamento, abilitare il supporto al nuovo controller DualSense e migliorare l'audio. È stato annunciato che è in sviluppo una versione Xbox di Final Fantasy XIV.
Lo sviluppo di Endwalker ha subito rallentamenti a causa della Pandemia di COVID-19. A seguito della dichiarazione dello stato di emergenza a Tokyo, Square Enix ha dovuto muovere i propri dipendenti al lavoro a distanza, rendendo impossibili o altamente difficili alcune fasi di sviluppo come il test dei bug e il controllo qualità. A causa di queste limitazioni tecniche, la pubblicazione dell'espansione è slittata di alcune settimane. Lo sviluppo ha ripreso al 90% della capacità nel giugno del 2020.
La pubblicazione dell'espansione in early access, avvenuta il 7 dicembre 2021, ha causato diversi disagi agli utenti, costretti a ore di coda al login a causa della limitata capienza dei server, frutto della carenza globale di chip e semiconduttori manifestatasi nel periodo della pandemia. Yoshida ha informato che, a causa dell'eccessiva congestione che non permetteva agli utenti di giocare, ogni giocatore avrebbe ricevuto del tempo di gioco gratuito equivalente a due settimane di abbonamento; sono inoltre state sospese le vendite dell'edizione digitale del gioco e dell'espansione, ed è stato bloccato l'accesso ai giocatori in prova gratuita per favorire e dare priorità ai giocatori paganti. Per far fronte alle problematiche di congestione, Yoshida ha dichiarato che Square Enix si sarebbe impegnata nella costituzione di nuovi datacenter. Il primo aperto, il 25 gennaio 2022, è stato il datacenter oceanico; il 5 luglio 2022 sono stati aperti quattro nuovi server sui datacenter europei e un nuovo datacenter, Meteor, si è aggiunto a quelli già esistenti in Giappone. A questi seguiranno, nei mesi a venire, nuovi server in Nord America.

### Aggiornamenti
| Patch | Titolo             | Data di pubblicazione | Note |
| ----- | ------------------ | --------------------- | --- |
| 6.0   | Endwalker          | 7 dicembre 2021       | Questa patch contiene la maggior parte dei contenuti dell'espansione base. Due settimane dopo l'uscita è stata distribuita la serie di raid Pandæmonium e il successivo 4 gennaio è stata pubblicata la versione savage dei raid, ovvero una versione estremamente più difficile degli stessi boss. |
| 6.1   | Newfound Adventure | 12 aprile 2022        | La patch 6.1 contiene il nuovo raid da 24 giocatori, Aglaia, la nuova beast tribe, gli Arkasodara, e un nuovo raid ad alta difficoltà, Dragonsong Reprise (Ultimate), pubblicato nella patch 6.11 il 25 aprile 2022.                                                                                |

## Colonna sonora
Le musiche dell'espansione sono state composte da Masayoshi Soken, dal momento che Nobuo Uematsu, storico compositore della serie Final Fantasy, per problemi di salute non ha potuto contribuire alla colonna sonora di Endwalker.
Durante il Fan Festival 2021, Soken ha dichiarato a sua volta di essere sotto trattamento a seguito di una diagnosi di cancro che aveva tenuto nascosta persino al team di sviluppo dell'espansione, rivelando però che aveva proseguito con la composizione della colonna sonora anche in ospedale.
Il tema principale dell'espansione, Footfalls, riprende motivi e testi delle colonne sonore delle espansioni precedenti, a indicare la fine dell'arco narrativo di Hydaelyn e Zodiark.
A dicembre 2021 Sia ha prodotto, in collaborazione con Square Enix, una cover di Fly Me To The Moon di Bart Howard, utilizzata a scopo promozionale sottolineando l'importanza della Luna nella storia dell'espansione.

## Accoglienza
Endwalker è stata universalmente acclamata sia da critici che da giocatori su Metacritic, ricevendo una valutazione aggregata di 90/100 dai recensori e 9,4/10 dai giocatori.
Everyeye.it assegna all'espansione un giudizio di 9.5/10, dicendo che "Final Fantasy XIV chiude il suo primo colossale arco narrativo con un'espansione eccezionale".
Su Multiplayer.it il gioco ha ricevuto una valutazione di 9/10, e viene descritto come "un altro riuscitissimo capitolo nell'epopea di Final Fantasy XIV".
Leif Johnson di IGN ha lodato l'espansione e la qualità dei contenuti nonostante l'età del gioco, definendo Endwalker come una degna fine alla storia di Final Fantasy XIV raccontata finora.